# Kravoder
Kravoder (bulgariska: Краводер) är ett distrikt i Bulgarien.   Det ligger i kommunen Obsjtina Krivodol och regionen Vratsa, i den västra delen av landet, 70 km norr om huvudstaden Sofia.
Omgivningarna runt Kravoder är en mosaik av jordbruksmark och naturlig växtlighet. Runt Kravoder är det ganska glesbefolkat, med 48 invånare per kvadratkilometer.